# Beauvoisin (Drôme)
Beauvoisin ist eine französische Gemeinde im Département Drôme in der Région Auvergne-Rhône-Alpes mit 143 Einwohnern (Stand 1. Januar 2022). Die nächstgrößere Stadt ist Buis-les-Baronnies. Die Gemeinde ist nur über Ortsstraßen erreichbar, da die D147 am Südrand entlang führt.
Beauvoisin wurde im 12. Jahrhundert erstmals als der Pfarrei St.-Simons-et-Jude urkundlich erwähnt. Steuerrechtlich gehörte es zur Abtei Villeneuve-lès-Avignon.
Sehenswert sind die Pfarrkirche aus dem 12. Jahrhundert und die mittelalterliche Burg.
Seit 1995 wohnt die französische Sängerin Desireless in Beauvoisin.

## Bevölkerungsentwicklung
| Jahr                       | 1962 | 1968 | 1975 | 1982 | 1990 | 1999 | 2007 | 2017 |
| Einwohner                  | 64   | 60   | 63   | 63   | 71   | 93   | 158  | 145  |
| Quellen: Cassini und INSEE |      |      |      |      |      |      |      |      |